# 西北轴承
西北轴承股份有限公司 （深交所：000595）是中国深圳证券交易所的一家上市公司，主营业务范围为普通机械制造业。
2011年，该公司主营业务收入为476222556.24元，公司净利润为7166367.31元，公司总资产为879170881.89元。